# Mikhaïl Batarov
Mikhaïl Fiodorovitch Batarov (en russe : Михаил Фёдорович Батаров) est un aviateur soviétique, né le 30 septembre 1920 et décédé le 26 décembre 1990. Pilote de chasse et as de la Seconde Guerre mondiale, il fut distingué par le titre de Héros de l'Union soviétique.

## Carrière
Mikhaïl Batarov est né le 30 septembre 1920 à Grichino (Гришино), dans l'actuelle oblast de Vladimir. Il rejoignit l'Armée rouge en 1940 et fut breveté pilote au collège militaire de l'Air de Borissoglebsk en 1942.
Il ne fut muté au front qu'en décembre 1942. En janvier 1943, il dirigeait, en tant que lieutenant (starchi leïtenant), une escadrille du 611e régiment de chasse aérien (611.IAP), opérant dans le secteur du Caucase du nord. Le 18 de ce mois de janvier, il fut abattu par la DCA allemande, mais réussit, quoique sérieusement blessé, à ramener son appareil à sa base. Il devait terminer la guerre comme commandant (major), après avoir volé sur Yak-1 et Yak-3.
À l’issue du conflit il demeura dans l'armée, prenant sa retraite comme général de brigade aérienne en 1981. Il est décédé le 26 décembre 1990 à Moscou, où il est enterré au cimetière Nikolo-Arkhangelskoïe.

## Palmarès et distinctions

### Tableau de chasse
Mikhaïl Batarov est crédité de 16 victoires homologuées, dont 15 individuelles et une en coopération, obtenues au cours de 322 missions (chiffres fournis par l'historien tchèque Tomas Polak).
Autre total donné par les historiens russes contemporains : 19 victoires homologuées, dont 18 individuelles, obtenues au cours de 350 missions et 75 combats aériens.

### Décorations
- Héros de l'Union soviétique le 18 août 1945 (médaille no 5455)
- Ordre de Lénine
- Deux fois décoré de l’ordre du Drapeau rouge
- Ordre d'Alexandre Nevski
- Deux fois décoré de l’ordre de la Guerre Patriotique de 1re et 2e classe
- Trois fois décoré de l’ordre de l'Étoile rouge